# Bozcaada
Bozcaada (řecky Τένεδος) je ostrov v severovýchodní části Egejského moře, který patří Turecku jako součást provincie Çanakkale. Má rozlohu 43 km² a žije na něm 2465 obyvatel.
Ostrov byl ve starověku znám pod názvem Leukofrys, v Iliadě je uváděn jako Tenedos podle řeckého hrdiny Tenna, syna Apollónova. Vzhledem ke strategické poloze v blízkosti Tróji a vstupu do úžiny Dardanely ostrov ovládali různí dobyvatelé: Féničané, Achaimenovská říše, Athénský námořní spolek, Římská říše, Benátská republika a od roku 1455 osmanská říše, v letech 1912–1923 náležel Řecku. Většinu obyvatel původně tvořili Řekové, kteří se však po připojení k Turecku až na malé výjimky vystěhovali a nahradili je Turci z pevniny. Turecký název Bozcaada znamená „holý ostrov“ nebo „ostrov v barvě zeminy“.
Na ostrově roste réva vinná (převážně odrůda Çavuş), olivovník a mák vlčí, provozuje se rybolov a pastevectví, návštěvníky přitahuje množství pláží. Významnou turistickou atrakcí je velká pevnost, jejíž stávající podoba pochází z 15. století. V roce 2011 byl na ostrově zahájen experiment s výrobou vodíku pomocí solární energie.